# Kolbovattnet
Kolbovattnet är en sjö i Strömstads kommun i Bohuslän och ingår i Strömsån-Enningdalsälvens kustområde. Sjön är 4,1 meter djup, har en yta på 0,0906 kvadratkilometer och är belägen 46,1 meter över havet. Sjön avvattnas av vattendraget Lökholmsbäcken.

## Delavrinningsområde
Kolbovattnet ingår i det delavrinningsområde (655370-123524) som SMHI kallar för Ovan 655198-123337. Medelhöjden är 57 meter över havet och ytan är 6,88 kvadratkilometer. Det finns inga avrinningsområden uppströms utan avrinningsområdet är högsta punkten. Avrinningsområdets utflöde Lökholmsbäcken mynnar i havet. Avrinningsområdet består mestadels av skog (75 procent) och öppen mark (15 procent). Avrinningsområdet har 0,24 kvadratkilometer vattenytor vilket ger det en sjöprocent på 1,3 procent.